# Hannes Wagner (Ringer)
Hannes Wagner (* 16. Juni 1995 in Lichtenfels) ist ein deutscher Ringer.

## Werdegang
Der aus Klosterlangheim stammende Hannes Wagner begann als Schüler im Alter von sechs Jahren den Ringsport bei seinem lokal ansässigen Verein AC Lichtenfels. Dabei konzentrierte er sich auf den griechisch-römischen Stil. Nach dem Abitur trat er in die Bayerische Polizei ein und ist aktuell Angehöriger einer Sport-Fördergruppe in Würzburg.
Seine erste Medaille bei einer deutschen Meisterschaft gewann er 2007 in der C-Jugend in der Gewichtsklasse bis 42 kg. 2011 wurde er deutscher A-Jugendmeister in der Gewichtsklasse bis 69 kg. Im Nachwuchsbereich wurde er dann auch noch 2012 in der A-Jugend (bis 76 kg), 2014 bei den Junioren (bis 74 kg) und 2015 wieder bei den Junioren (bis 74 kg) deutscher Meister. Bei den Senioren wurde Hannes Wagner 2017 in der Gewichtsklasse bis 80 kg und 2018 in der Gewichtsklasse bis 82 kg deutscher Meister.
Seinen ersten Start bei einer internationalen Meisterschaft absolvierte er 2011 bei der Junioren-Europameisterschaft (Cadets) in Warschau in der Gewichtsklasse bis 69 kg. Er belegte dabei den 13. Platz. Sein nächster Start bei einer internationalen Meisterschaft erfolgte bei der Junioren-Europameisterschaft (Juniors) 2014 in Kattowitz, wo er in der Gewichtsklasse bis 74 kg einen guten 5. Platz belegte. Den gleichen Platz belegte er im gleichen Jahr in der gleichen Gewichtsklasse bei der Junioren-Weltmeisterschaft (Juniors) in Zagreb.
Im März 2015 war er in Wałbrzych erstmals bei einer U 23-Europameisterschaft am Start, obwohl er erst 20 Jahre alt war. In der Gewichtsklasse bis 75 kg verlor er aber dort gleich seinen ersten Kampf gegen Petru Sevciuk aus Moldawien und belegte nur den 14. Platz. Drei Monate später, im Juni 2015, überraschte er die Ringerwelt bei der Junioren-Europameisterschaft (Juniors) in Istanbul, als er mit vier Siegen in überlegenem Stil Junioren-Europameister in der Gewichtsklasse bis 74 kg wurde. Im Halbfinale bezwang er dabei Gela Bolkwadse aus Georgien und im Finale Furkan Bayrak aus der Türkei. Bei der Junioren-Weltmeisterschaft (Juniors) im gleichen Jahr in Salvador da Bahia gewann er in der Gewichtsklasse bis 74 kg eine Bronzemedaille.
In den folgenden Jahren erreichte er bei verschiedenen Meisterschaften immer wieder sehr gute Plätze, konnte jedoch keinen Medaillengewinn erzielen. Im Mai 2016 rang er beim Team-Welt-Cup in Shiraz (Iran) in der deutschen Nationalstaffel, verlor aber in der Gewichtsklasse bis 80 kg seine Kämpfe gegen Aschkat Dilmuchamedow aus Kasachstan, Ramasan Abacharajew, Russland, Pawel Paminchuk, Belarus und Jaroslaw Filchakow, Ukraine, alles Weltklasse-Ringer. Bei der Europameisterschaft 2019 in Bukarest war er in der Gewichtsklasse bis 82 kg einem solchen Medaillengewinn ganz nahe. Nach einer knappen Punktniederlage gegen Rajbek Bisultanow aus Dänemark (4:5) kam er in der Trostrunde zu einem Punktsieg über den ehemaligen Vize-Weltmeister Wiktor Sasunowski aus Belarus, unterlag aber im Kampf um eine der Bronzemedaillen wiederum sehr knapp gegen Emrah Kus aus der Türkei (1:2).
Bei der Europameisterschaft 2020 in Rom startete er wieder in der Gewichtsklasse bis 82 kg. Er siegte in Rom über Filip Sacic, Kroatien und Andrii Antoniuk aus der Ukraine, verlor im Halbfinale gegen Daniel Alexandrow Tihomirow aus Bulgarien nach Punkten und siegte schließlich im Kampf um eine der Bronzemedaillen gegen Stanislau Schafarenka aus Belarus, der vorher u. a. den amtierenden Weltmeister Lascha Gobadse aus Georgien ausgeschaltet hatte, nach Punkten.

## Internationale Erfolge
| Jahr | Platz | Wettbewerb                                 | Gewichtsklasse | Ergebnisse |
| 2011 | 13.   | Junioren-EM (Cadets) in Warschau           | bis 69 kg      | Sieger: Sargis Chocharjan, Armenien vor Dimitri Kesopulo, Russland |
| 2014 | 5.    | Junioren-EM (Juniors) in Kattowitz         | bis 74 kg      | Sieger: Gela Bolkwadse, Georgien vor Mihail Bradu, Moldawien |
| 2014 | 5.    | Junioren-WM (Juniors) in Zagreb            | bis 74 kg      | Sieger: Furkan Bayrak, Türkei vor Payam Abdeh Saleh Bouyeri Payani, Iran |
| 2015 | 14.   | U 23-EM in Wałbrzych                       | bis 75 kg      | nach einer Niederlage gegen Petru Sevciuc, Moldawien |
| 2015 | 1.    | Junioren-EM (Juniors) in Istanbul          | bis 74 kg      | nach Siegen über Tobias Johansen, Norwegen, Denis Horvath, Slowakei, Gela Bolkwadse und Furkan Bayrak                                                                                  |
| 2015 | 3.    | Junioren-WM (Juniors) in Salvador da Bahia | bis 74 kg      | nach einem Sieg über Denis Horvath, einer Niederlage gegen Burhan Akbudak, Türkei und Siegen über Jaxan Golmen, Schweiz und Michel Alexandros Kessidis, Schweden                       |
| 2016 | 8.    | Thor Masters in Nyköbing                   | bis 75 kg      | Sieger: Robert Rosengren, Schweden vor Pascal Eisele, Deutschland |
| 2016 | 5.    | U 23-EM in Russe                           | bis 80 kg      | nach Siegen über Mario Jordanow Dosin, Bulgarien und Anton Sachno, Belarus und Niederlagen gegen Lascha Gobadse, Georgien und Jaroslaw Filchakow, Ukraine                              |
| 2017 | 2.    | Thor Masters in Nyköbing                   | bis 80 kg      | hinter Edgar Babajan, Polen, vor Michel Alexandros Kessidis und Jarmo Alander, Finnland                                                                                                |
| 2017 | 8.    | U 23-EM in Szombathely                     | bis 80 kg      | nach einem Sieg über Dawid Klimek, Polen und einer Niederlage gegen Eltun Vasirsade, Aserbaidschan                                                                                     |
| 2018 | 3.    | Thor Masters in Nyköbing                   | bis 82 kg      | hinter Roland Schwarz (Ringer) und Marius Braun, beide Deutschland, vor Vili Tapio Ropponen, Finnland                                                                                  |
| 2018 | 9.    | U 23-EM in Istanbul                        | bis 82 kg      | nach einem Sieg über Oskar Johansson, Schweden und einer Niederlage gegen David Losonczi, Ungarn                                                                                       |
| 2018 | 13.   | Großer Preis von Deutschland in Dortmund   | bis 82 kg      | nach einer Niederlage gegen Gela Bolkwadse |
| 2019 | 2.    | Thor Masters in Nyköbing                   | bis 82 kg      | hinter Rajbek Bisultanow, Dänemark, vor Bogdan Kurinnoi, Schweden und Peter Nagy, Ungarn                                                                                               |
| 2019 | 5.    | EM in Bukarest                             | bis 82 kg      | nach einer Niederlage gegen Rajbek Bisultanow, einem Sieg über Wiktor Sasunowski, Belarus und einer Niederlage gegen Emrah Kus, Türkei                                                 |
| 2019 | 8.    | Großer Preis von Deutschland in Dortmund   | bis 82 kg      | Sieger: Adlan Akijew, Russland vor Raybek Bisultanow |
| 2020 | 3.    | Thor Mastes in Nyköbing                    | bis 82 kg      | hinter Rajbek Bisultanow und Michel Alexandros Kessidis, gemeinsam mit Bogdan Kurinnoi                                                                                                 |
| 2020 | 3.    | EM in Rom                                  | bis 82 kg      | nach Siegen über Filip Sacic, Kroatien und Andrii Antoniuk, Ukraine, einer Niederlage gegen Daniel Alexandrow Thihomirow, Bulgarien und einem Sieg über Stanislau Schafarenka, Belarus |

Erläuterungen
- alle Wettkämpfe im griechisch-römischen Stil
- WM = Weltmeisterschaft, EM = Europameisterschaft